# Ana Paula Alcaraz
Ana Paula Alcaraz (Ciudad Autónoma de Buenos Aires, 30 de septiembre de 1987) es una doctora en arqueología de la Universidad Nacional del Centro de la Provincia de Buenos Aires. Se especializa en estudios sobre la zooarqueología y tafonomía de restos óseos de pequeños vertebrados.

## Reseña biográfica
La ahora arqueóloga pasó parte de su infancia en Santa Regina y Coronel Charlone. A los 10 años de edad se trasladó a Laboulaye. Más tarde, en el año 2006, regresó a la provincia de Buenos Aires, a Olavarría, donde comenzó su formación en la licenciatura en antropología con orientación en arqueología, en la facultad de Ciencias Sociales de la Universidad Nacional del Centro de la Provincia de Buenos Aires (UNICEN). Al finalizar sus estudios el 16 de marzo de 2012, mediante una beca de CONICET, comenzó a realizar el doctorado en la misma facultad para luego finalizarla en agosto de 2017.

## Formación académica
La elección de Ana Paula Alcaraz de irse a estudiar a Olavarría fue porque en esta facultad, al ser pequeña en aquel entonces, se tenía mayores posibilidades de participar en trabajos de campo y laboratorio desde los primeros años de la carrera. Otro factor que influyó en su formación, fue María Gutiérrez, que fue quien le habló sobre la carrera de antropología y la Facultad de Cs. Sociales de la UNICEN. Años más tarde ella misma sería su codirectora en el trabajo de tesis y quien la formaría más en la línea de los estudios tafonómicos.
Fue de esa manera como desde sus comienzos pudo participar de campañas y comenzar a involucrase cada vez más en el análisis de diversos materiales arqueológicos. Al poco tiempo se unió a un equipo dirigido por el Gustavo Martínez, del cual formará parte hasta la actualidad, donde pudo enfocarse en el estudio de los restos óseos de fauna de espacios arqueológicos, en especial la más pequeña (aves, roedores, anfibios, reptiles). Esta temática es la que luego pasaría a ser su tema de tesis, tanto de licenciatura como doctoral, bajo la consigna de "estudios arqueológicos y tafonómicos de restos de fauna menor de sitios arqueológicos localizados en el curso inferior del Rio Colorado, con cronologías del Holoceno medio y tardío". El lugar donde desarrolló sus trabajos de investigación, y lo sigue siendo hasta hoy día, es la Unidad Ejecutora INCUAPA-CONICET, donde también pudo colaborar con estudios de otros colegas de la misma unidad, con aportes sobre la tafonomía mayormente.

## Investigación
El trabajo de tesis de Ana Paula Alcaraz se desarrolló en el marco del proyecto “Investigaciones arqueológicas en el valle inferior del río Colorado, provincia de Buenos Aires, Argentina”, dirigido por el Dr. Gustavo Martínez. El mismo comenzó en el año 2001 y tiene como objetivo general explorar las adaptaciones y evolución de las sociedades cazadoras-recolectoras en el área ecotonal árida-semiárida del curso inferior del río Colorado (Martínez 2004, 2008-2009). En función de ello se llevaron a cabo una serie de investigaciones relacionadas con temas como sistemas de asentamiento, movilidad, cronología, tecnología lítica, subsistencia, prácticas mortuorias, paleopatologías, isótopos estables y ecología isotópica, entre otros (Martínez 2008-2009 y bibliografía allí citada).
La información generada a partir de las distintas líneas mencionadas anteriormente les permitió la elaboración de un modelo arqueológico y conductual para el área (Martínez 2008-2009). Este modelo propone para el Holoceno tardío inicial (ca. 3000-1000 años AP) la existencia de un patrón de adaptación específico, distintivo y propio del área en términos de su organización tecnológica, subsistencia, movilidad y asentamiento. Las ocupaciones del Holoceno tardío final (ca. 1000-250 años AP), por su parte indicarían una continuidad de estas estrategias junto a la incorporación de nuevos componentes conductuales, interacciones y dinámicas poblacionales. Durante este período, el área de estudio habría sido ocupada simultánea y/o alternadamente por parte de los grupos residentes en la misma y por otros provenientes de sectores pampeanos y patagónicos (Martínez 2008-2009).
En lo que respecta a la subsistencia propusieron un modelo (Stoessel 2007, 2012) que plantea que durante el Holoceno tardío inicial (ca. 3000–1000 años AP) la dieta estuvo basada en la explotación de guanaco, complementada con el consumo de venado y ñandú y con el aporte de recursos vegetales. No obstante, hacia el Holoceno tardío final (ca. 1000–250 años AP) se produjo una intensificación en las actividades de subsistencia vinculada con la incorporación a la dieta de una mayor diversidad de especies de menor tamaño procedentes de diferentes ambientes (terrestres, marinos y fluviales), como así también un uso más intensivo de ciertos recursos como guanaco, peces y vegetales (Stoessel 2012).
En la tesis de grado aquí reseñada se llevó a cabo el análisis de la fauna menor con el objetivo de generar información que permitiera evaluar la contribución de especies pequeñas (i.e., roedores, dasipódidos, aves, reptiles, anuros, etc.) a la dieta de las sociedades cazadoras-recolectoras que habitaron el área durante el Holoceno tardío (Alcaraz 2012). Esto resulta ser un gran aporte, ya que el modelo de subsistencia descripto anteriormente se elaboró únicamente a partir del análisis de fauna de tamaño grande (como artiodáctilos y aves) y algunas de menor tamaño, como los peces. Sin embargo, en el área de estudio se encontraron también restos faunísticos de otras especies de tamaño pequeño que aún no habían sido estudiadas. Entonces, gracias a los estudios realizados como parte de esta tesis, se incrementó el conocimiento sobre la riqueza taxonómica del área.

### Metodología de trabajo
En el análisis de los materiales se siguió la siguiente metodología:
- Identificación anatómica y taxonómica de los restos óseos mediante el empleo de muestras comparativas y el uso de atlas o manuales de identificación osteológica.
- Cuantificación del material identificado a partir del empleo de medidas de abundancia taxonómica (i.e., MNI, NISP) y medidas de abundancia anatómica (i.e., MNE, MAU, Abundancia Relativa).
- Cálculo de índices para analizar las variaciones en las proporciones entre determinados elementos esqueletarios y para diferenciar procesos y causas de acumulación de los restos óseos (Andrews 1990; Fernández Jalvo y Andrews 1992;  Pardiñas 1999).
- Identificación, cuantificación y registro de las modificaciones naturales (i.e., meteorización, deterioro químico, manganeso, raíces, digestión, carnívoros, pisoteo, fracturas) y antrópicas (i.e., huellas de corte, alteración térmica, fracturas) observadas sobre los restos óseos y dientes. Las mismas fueron relevadas mediante el empleo de lupa estereoscópica binocular, en algunos casos acompañado por una fuente de luz incidente.

### Resultados
Los resultados obtenidos a partir de las variables tafonómicas analizadas muestran que los conjuntos faunísticos han sido afectados por diferentes procesos y agentes, los cuales actuaron con diverso grado de intensidad en cada uno de los sitios. El principal agente tafonómico que modificó los restos óseos en la totalidad de los sitios fueron las raíces.
A su vez, los análisis realizados permitieron determinar las posibles causas de ingreso de las especies a los conjuntos. En este sentido, los estudios mostraron que la presencia de los pequeños vertebrados en los depósitos responde a varias causas y agentes. En los cuatro sitios, parte del conjunto fue generado por la acción de un predador que, en la mayoría de los casos, corresponde a aves Strigiformes (búhos o lechuzas). Asimismo, algunas de las especies identificadas ingresaron a los sitios por causas vinculadas a su propia etología, viéndose favorecidas por hallarse en contextos que naturalmente le son propios. Por último, con respecto a las modificaciones que indican un ingreso antrópico de las especies en los sitios, se registraron claras evidencias de explotación en restos de fauna menor provenientes del sitio "El Tigre". En este sitio se identificaron huellas de corte en varios especímenes óseos de diferentes especies. Entre ellas se pueden mencionar roedores de gran tamaño como el coipo y la vizcacha, como así también alguna especie de caviomorfo de menor tamaño. Asimismo, se identificaron evidencias de procesamiento en aves de mediano y pequeño tamaño y en armadillos.
En líneas generales, los estudios realizados y detallados en el trabajo de tesis aquí reseñado permitieron generar información para profundizar las tendencias ya planteadas. Los resultados obtenidos avalan y refuerzan el modelo de subsistencia propuesto para el área (Stoessel 2007, 2012). En este sentido, los análisis realizados sugieren que durante el Holoceno tardío inicial (ca. 3000-1000 años AP) la contribución de la fauna menor a la dieta no habría sido significativa. Por el contrario, hacia el Holoceno tardío final (ca. 1000-250 años AP) se observa una tendencia hacia la diversificación a partir de la incorporación a la dieta de diversas especies de menor tamaño (Alcaraz 2012; Stoessel 2012).

## Docencia
- En 2010 fue docente colaborador del espacio curricular: “El turismo, los turistas y los derechos ciudadanos: una práctica turística sin lugares ni ciudadanos excluidos” de modalidad Ciencias Sociales, en la Escuela de nivel Polimodal “Adolfo Pérez Esquivel”, dependiente de la Universidad Nacional del Centro de la Provincia de Buenos Aires, Olavarría.
- En septiembre de 2015 fue ayudante diplomado interino con dedicación simple en la cátedra Prehistoria, de la Facultad de Ciencias Sociales, Universidad Nacional del Centro de la Provincia de Buenos Aires.
- Desde 2017 es jefe de trabajos prácticos interino, con dedicación simple, en la cátedra de Prehistoria de la Facultad de Ciencias Sociales, Universidad Nacional del Centro de la Provincia de Buenos Aires.[3]

## Actividades de extensión y difusión
- En 2014 fue integrante del proyecto "Arqueología y Ruralidad: recreando el pasado en los establecimientos secundarios". Acreditado por la Universidad Nacional del Centro de la Provincia de Buenos Aires Res.
- Antes, en el 2012 fue integrante del proyecto "La Arqueología y la Comunidad Olavarriense: Conociendo nuestro pasado, construyendo nuestro futuro". Acreditado por la Universidad Nacional del Centro de la Provincia de Buenos Aires Res.
- Por último, desde 2008 es integrante del Grupo de Extensión y Difusión del departamento de Arqueología (GEDA), Facultad de Ciencias Sociales, UNICEN, en el marco del cual se realizan diversas actividades destinadas a alumnos del jardín de infantes, nivel primario y secundario y público en general.[3]

## Sus producciones

### Trabajos inéditos
- 2012. Alcaraz, A.P. Análisis zooarqueológico y tafonómico de restos óseos de pequeños vertebrados de sitios del curso inferior del río Colorado (Pcia. de Buenos Aires) durante el Holoceno tardío: Aportes para el conocimiento de la subsistencia y procesos de formación. Tesis de Licenciatura inédita, Facultad de Ciencias Sociales, UNICEN, Olavarría.
- 2017. Alcaraz, A.P. La fauna menor de sitios arqueológicos del curso inferior del río Colorado (Provincia de Buenos Aires): aspectos tafonómicos y subsistencia de cazadores-recolectores durante el Holoceno medio y tardío. Tesis Doctoral inédita, Facultad de Ciencias Sociales, UNICEN, Olavarría.

### Publicaciones en Revistas con Referato
- 2012. Martínez, G., G.A. Martínez, F. Santos, L. Stoessel, A.P. Alcaraz, G. Flensborg, P. Bayala y G. Armentano. Primeros resultados de la localidad arqueológica “El Puma” (Curso Inferior del río Colorado, Pcia. De Buenos Aires). Comechingonia. Revista de Arqueología 16:185-205.
- 2013. Álvarez, M.C., A.P. Alcaraz, M.A. Gutiérrez y G. Martínez. Análisis zooarqueológico del sitio Paso Otero 4 (partido de Necochea). Aportes a la discusión de modelos de subsistencia de la región pampeana. Intersecciones en Antropología 14:383-398.
- 2014. Martínez, G., G.A. Martínez, L. Stoessel, A.P Alcaraz, F. Santos Valero, G. Flensborg, P. Bayala y J.F. Onorato. Resultados preliminares del sitio Zoko Andi 1. Aportes para la arqueología del curso inferior del río Colorado (Provincia de Buenos Aires). Revista del Museo de Antropología 7(1):105-114.
- 2015. Alcaraz, A.P. Primeros resultados de los análisis del conjunto de fauna menor del sitio arqueológico Zoko Andi 1 (transición pampeano-patagónica oriental, provincia de Buenos Aires, Argentina). Archaeofauna. International Journal of Archaeozoology 24:119-133.
- 2015. Alcaraz A.P. Aprovechamiento antrópico de fauna menor en el curso inferior del río Colorado (transición pampeano-patagónica oriental): el sitio El Tigre como caso de estudio. Intersecciones en Antropología 16:115-129.
- 2015. Martínez, G, L. Prates, G. Flensborg, L. Stoessel, A.P. Alcaraz y P. Bayala. Radiocarbon trends in the Pampean region (Argentina). Biases and demographic patterns during the final Late Pleistocene and Holocene. Quaternary International 356:89-110.
- 2015. Stoessel, L. y A.P. Alcaraz. Análisis arqueofaunísticos en el sitio San Antonio 1 (curso inferior del río Colorado, Argentina): estado de la cuestión. Revista Arqueología 21(2):193-209.
- 2017. Martínez, G., F. Santos Valero, G. Flensborg, N. Carden, L. Stoessel, A.P. Alcaraz y E. Borges Vaz. Was There a Process of Regionalization in Northeastern Patagonia During the Late Holocene? The Journal of Island and Coastal Archaeology 12:95-114.
- 2018. Stoessel, L., G. Martínez y A.P. Alcaraz. Evaluating fish processing patterns in the lower stream of the Colorado River (eastern Pampa-Patagonian transition, Argentina): An experimental work. Journal of Archaeological Science: Reports 22:79-92.
- 2019. Martínez, G.A., G. Martínez, A.P. Alcaraz y L. Stoessel. Geoarchaeology and taphonomy: Deciphering site formation processes for late Holocene archaeological settings in the eastern Pampa-Patagonian transition, Argentina. Quaternary International 511:94-106.
- 2019. A.P. Alcaraz, L. Stoessel y G. Martínez. Mamíferos cavadores y procesos de formación en la transición pampeano-patagónica oriental (provincia de Buenos Aires, Argentina): nuevos aportes del sitio arqueológico El Tigre. Archaeofauna. International Journal of Archaeozoology 29, en prensa.
- 2020. A.P. Alcaraz. El conjunto de fauna menor del sitio La Modesta: un aporte al estudio de la subsistencia durante el Holoceno medio en la transición pampeano-patagónica oriental (Buenos Aires, Argentina). Arqueología 26, en prensa.[4]

## Ocupación actual
Actualmente, la arqueóloga tiene una beca postdoctoral otorgada por CONICET, desde 2018 hasta 2020, a través de la cual sigue desarrollando trabajos de investigación en la misma línea que viene desarrollando desde finalizar su licenciatura en 2012. También es integrante desde 2010 del Proyecto “Investigaciones arqueológicas en el valle inferior del Río Colorado (Provincia de Buenos Aires, Argentina)”, cuyo investigador responsable es el Dr. Gustavo Martínez.
Por otro lado, trabaja en la docencia universitaria desde 2015, a cargo de los prácticos en la cátedra de Prehistoria, la cual se dicta en el 2° año de las carreras Antropología con orientación Social, Arqueología y Profesorado en Antropología social.
Por último, forma parte de un Grupo de Extensión y Difusión del Departamento de Arqueología (GEDA), que está formado por investigadores, docentes, becarios, graduados y estudiantes que realizan diversas actividades destinadas, mayormente, a los distintos niveles educativos de Olavarría y la zona, aunque en algunas oportunidades han podido extender su rango de intervención en eventos como Tecnópolis y la Feria del Libro.

## Distinciones

### Individuales
- 2012. Premio Gobierno de la Provincia de Buenos Aires (egresado de mejor promedio de la Universidad Nacional del Centro de la Provincia de Buenos Aires). Otorgado por el Gobierno de la Provincia de Buenos Aires
- 2013. Distinción por haber obtenido, a la fecha, el mejor promedio en la historia de la Licenciatura en Antropología, orientación Arqueología. Otorgada por la Facultad de Ciencias Sociales, Universidad Nacional del Centro de la Provincia de Buenos Aires

### Grupales
- 2015. Arqueología y Ruralidad. Proyecto educativo. Finalista de la Séptima Edición de la Convocatoria Nacional de los Premios Clarín- Zúrich a la Educación.[5] Mejores prácticas de Ciencias Sociales en la escuela secundaria. (Distinción otorgada al Grupo de Extensión y Difusión del Departamento de Arqueología - GEDA)[4]